# PGC 1270079
LEDA/PGC 1270079 ist eine Galaxie im Sternbild Jungfrau auf der Ekliptik. Sie ist schätzungsweise 353 Millionen Lichtjahre von der Milchstraße entfernt.
Im selben Himmelsareal befinden sich u. a. die Galaxien NGC 5619, IC 1003, IC 1007, IC 1016.